# Rhinastria bicolor
Rhinastria bicolor är en insektsart som först beskrevs av Kirby 1891.  Rhinastria bicolor ingår i släktet Rhinastria och familjen spottstritar. Inga underarter finns listade i Catalogue of Life.